# Pallacanestro Virtus Roma 1988-1989
Formazione della Pallacanestro Virtus Roma 1988-1989.
1988/89
| 4  | Italia (bandiera)          | Enrico Meleo      |
| 5  | Italia (bandiera)          | Emiliano Busca    |
| 6  | Italia (bandiera)          | Tiziano Lorenzon  |
| 8  | Italia (bandiera)          | Carlo Della Valle |
| 9  | Rep. Dominicana (bandiera) | José Vargas       |
| 10 | Italia (bandiera)          | Enrico Gilardi    |
| 11 | Italia (bandiera)          | Gennaro Palmieri  |
| 12 | Italia (bandiera)          | Stefano Teso      |
| 14 | Italia (bandiera)          | Federico Casarin  |
| 16 | Italia (bandiera)          | Fabrizio Valente  |
| 13 | Stati Uniti (bandiera)     | David Thirdkill   |
| 15 | Stati Uniti (bandiera)     | Mike Bantom       |

- Allenatore: Petar Skansi (Giancarlo Primo)
- Presidente: Eliseo Timò